# Оцјери
Оцјери (итал. Ozieri) је насеље у Италији у округу Сасари, региону Сардинија.
Према процени из 2011. у насељу је живело 7764 становника. Насеље се налази на надморској висини од 380 м.

## Становништво
Према резултатима пописа становништва 2011. у општини је живело 10.881 становника.
| 1931.  | 1936. | 1951.  | 1961.  | 1971.  | 1981.  | 1991.  | 2001.  | 2011.  |
| ------ | ----- | ------ | ------ | ------ | ------ | ------ | ------ | ------ |
| 10.695 | 9.893 | 11.650 | 11.884 | 10.988 | 11.039 | 11.830 | 11.334 | 10.881 |

## Партнерски градови
- Fiorano